# National Book Award
National Book Award (česky Národní knižní cena) je výroční americké literární ocenění. Ceny jsou od roku 1950 předávány americkým autorům za knihy publikované v daném roce, od roku 2018 jsou také oceňovány překlady zahraničních publikací. Od roku 1988 jsou ceny spravovány organizací National Book Foundation. Při závěrečném předávání Národních knižních cen uděluje National Book Foundation pět cen National Book Award a dvě ceny za celoživotní přínos.
Cena National Book Award byla zavedena v roce 1936, a pak na několik let přerušena poté, co Spojené státy vstoupily do druhé světové války. Další udílení cen začalo v roce 1950. Předválečná podoba cen zahrnovala i neamerické autory.

## Proces udílení cen
Národní knižní cena se uděluje vždy konkrétní knize v jedné z pěti kategorií: próza, literatura faktu, poezie, překladová literatura a literatura pro mládež. Dříve byly ceny udělovány ve větším množství kategorií, ty ale byly postupem času zredukovány na současný počet. National Book Foundation také každý rok uděluje dvě ceny za celoživotní přínos: Medaili za význačné přispění americké literatuře (Medal for Distinguished Contribution to American Letters) a Cenu za vynikající přispění americké literární komunitě (Literarian Award for Outstanding Service to the American Literary Community).
Nominace navrhují pouze nakladatelé, ale členové panelu mohou nakladatele o nominaci požádat. Každý panel se skládá z pěti odborníků, kteří jsou v dané oblasti erudovaní. Porotci jsou navrhováni minulými vítězi, finalisty a porotci Národní knižní ceny, potvrzováni do svých funkcí jsou výkonným ředitelem nadace. Všichni autoři knih musí být občany Spojených států amerických vyjma autorů a překladatelů knih nominovaných v kategorii překladové literatury. Všechny knihy zařazené do příslušného ročníku musí být vydány v rozmezí 1. prosince roku minulého až 30. listopadu roku aktuálního. Panely zpravidla každoročně posuzují stovky knih v každé kategorii, každoročně přibližně 150 knih v kategorii poezie a až 500 titulů literatury faktu. Večer před udílením cen obdrží všichni finalisté při soukromém předávání medailí od porotců 1 000 dolarů a medaili, bezprostředně poté následuje čtení všech finalistů ze svých knih. Následující večer při slavnostním předávání Národních knižních cen obdrží pět vítězů jednotlivých kategorií 10 000 dolarů a bronzovou sošku.

## Seznamy oceněných

### Próza
| rok  | autor                    | název originálu                                | český překlad                |
| ---- | ------------------------ | ---------------------------------------------- | ---------------------------- |
| 1950 | Nelson Algren            | The Man with the Golden Arm                    |                              |
| 1951 | William Faulkner         | The Collected Stories of William Faulkner      |                              |
| 1952 | James Jones              | From Here to Eternity                          |                              |
| 1953 | Ralph Ellison            | Invisible Man                                  | Neviditelný                  |
| 1954 | Saul Bellow              | The Adventures of Augie March                  | Dobrodružství Augieho Marche |
| 1955 | William Faulkner         | A Fable                                        | Báj                          |
| 1956 | John O'Hara              | Ten North Frederick                            |                              |
| 1957 | Wright Morris            | The Field of Vision                            |                              |
| 1958 | John Cheever             | The Wapshot Chronicle                          |                              |
| 1959 | Bernard Malamud          | The Magic Barrel                               |                              |
| 1960 | Philip Roth              | Goodbye, Columbus                              | Sbohem, město C.             |
| 1961 | Conrad Richter           | The Waters of Kronos                           |                              |
| 1962 | Walker Percy             | The Moviegoer                                  | Věčný divák                  |
| 1963 | J. F. Powers             | Morte d'Urban                                  |                              |
| 1964 | John Updike              | The Centaur                                    | Kentaur                      |
| 1965 | Saul Bellow              | Herzog                                         | Herzog                       |
| 1966 | Katherine Anne Porterová | The Collected Stories of Katherine Anne Porter |                              |
| 1967 | Bernard Malamud          | The Fixer                                      | Správkař                     |
| 1968 | Thornton Wilder          | The Eighth Day                                 | Osmý den                     |
| 1969 | Jerzy Kosiński           | Steps                                          |                              |
| 1970 | Joyce Carol Oatesová     | Them                                           |                              |
| 1971 | Saul Bellow              | Mr. Sammler's Planet                           |                              |
| 1972 | Flannery O'Connorová     | The Complete Stories of Flannery O'Connor      |                              |
| 1973 | John Simmons Barth       | Chimera                                        |                              |
| 1973 | John Edward Williams     | Augustus                                       |                              |
| 1974 | Thomas Pynchon           | Gravity's Rainbow                              |                              |
| 1974 | Isaac Bashevis Singer    | A Crown of Feathers and Other Stories          |                              |
| 1975 | Robert Stone             | Dog Soldiers                                   |                              |
| 1975 | Thomas Williams          | The Hair of Harold Roux                        |                              |
| 1976 | William Gaddis           | J R                                            |                              |
| 1977 | Wallace Stegner          | The Spectator Bird                             |                              |
| 1978 | Mary Lee Settleová       | Blood Tie                                      |                              |
| 1979 | Tim O'Brien              | Going After Cacciato                           |                              |
| 1980 | William Styron           | Sophie's Choice                                | Sophiina volba               |
| 1980 | John Irving              | The World According to Garp                    | Svět podle Garpa             |
| 1981 | Wright Morris            | Plains Song                                    |                              |
| 1981 | John Cheever             | The Stories of John Cheever                    |                              |
| 1982 | John Updike              | Rabbit is Rich                                 | Králík je bohatý             |
| 1982 | William Maxwell          | So Long, See You Tomorrow                      |                              |
| 1983 | Alice Walkerová          | The Color Purple                               | Barva nachu                  |
| 1983 | Eudora Welty             | Collected Stories of Eudora Welty              |                              |
| 1984 | Ellen Gilchristová       | Victory Over Japan: A Book of Stories          |                              |
| 1985 | Don DeLillo              | White Noise                                    | Bílý šum                     |
| 1986 | E.L. Doctorow            | World's Fair                                   | Světová výstava              |
| 1987 | Larry Heinemann          | Paco's Story                                   |                              |
| 1988 | Pete Dexter              | Paris Trout                                    |                              |
| 1989 | John Casey               | Spartina                                       |                              |
| 1990 | Charles Johnson          | Middle Passage                                 |                              |
| 1991 | Norman Rush              | Mating                                         |                              |
| 1992 | Cormac McCarthy          | All the Pretty Horses                          | Všichni krásní koně          |
| 1993 | Annie Proulxová          | The Shipping News                              |                              |
| 1994 | William Gaddis           | A Frolic of His Own                            |                              |
| 1995 | Philip Roth              | Sabbath's Theater                              | Sabbathovo divadlo           |
| 1996 | Andrea Barrettová        | Ship Fever and Other Stories                   |                              |
| 1997 | Charles Frazier          | Cold Mountain                                  | Cold Mountain                |
| 1998 | Alice McDermottová       | Charming Billy                                 |                              |
| 1999 | Ha Jin                   | Waiting                                        |                              |
| 2000 | Susan Sontagová          | In America                                     |                              |
| 2001 | Jonathan Franzen         | The Corrections                                | Rozhřešení                   |
| 2002 | Julia Glassová           | Three Junes                                    |                              |
| 2003 | Shirley Hazzardová       | The Great Fire                                 |                              |
| 2004 | Lily Tucková             | The News from Paraguay                         |                              |
| 2005 | William T. Vollmann      | Europe Central                                 |                              |
| 2006 | Richard Powers           | The Echo Maker                                 |                              |
| 2007 | Denis Johnson            | Tree of Smoke                                  |                              |
| 2008 | Peter Matthiessen        | Shadow Country                                 |                              |
| 2009 | Colum McCann             | Let the Great World Spin                       | Co svět světem stojí         |
| 2010 | Jaimy Gordon             | Lord of Misrule                                |                              |
| 2011 | Jesmyn Wardová           | Salvage the Bones                              |                              |
| 2012 | Louise Erdrichová        | The Round House                                |                              |
| 2013 | James McBride            | The Good Lord Bird                             |                              |
| 2014 | Phil Klay                | Redeployment                                   | Zpátky do boje               |
| 2015 | Adam Johnson             | Fortune Smiles                                 |                              |
| 2016 | Colson Whitehead         | The Underground Railroad                       | Podzemní železnice           |
| 2017 | Jesmyn Wardová           | Sing, Unburied, Sing                           | Píseň zbloudilých duší       |
| 2018 | Sigrid Nunezová          | The Friend                                     |                              |
| 2019 | Susan Choi               | Trust Exercise                                 |                              |
| 2020 | Charles Yu               | Interior Chinatown                             |                              |
| 2021 | Jason Mottová            | Hell of a Book                                 |                              |
| 2022 | Tess Guntyová            | The Rabbit Hutch                               |                              |
| 2023 | Justin Torres            | Blackouts                                      |                              |